# Araraquara (tiểu vùng)
Araraquara là một tiểu vùng thuộc bang São Paulo, Brasil. Tiểu vùng này có diện tích 6266 km², dân số năm 2007 là 446.973 người.